# Enjuiciamiento de Míchigan contra electores falsos
People of the State of Michigan v. Berden et al. es un proceso penal estatal relacionado con el complot de los electores falsos de Trump en Míchigan. Los dieciséis acusados están acusados de producir e intentar utilizar un certificado de verificación falso que contenía votos electorales para Donald Trump, que había perdido las elecciones presidenciales de Estados Unidos en Míchigan de 2020. Los acusados fueron acusados formalmente en julio de 2023 de cargos penales de falsificación y conspiración, todos ellos delitos graves.

## Antecedentes

### Planificación
Joe Biden ganó los votos electorales de Míchigan en las elecciones presidenciales estadounidenses de 2020 por unos 154 000 votos, o unos tres puntos porcentuales. Los intentos de hacer que el voto electoral de Míchigan se contara para Donald Trump fueron encabezados por Rudy Giuliani y John Eastman en apoyo de la campaña de Trump. El plan estaba dirigido a Míchigan y otros seis estados: Arizona, Georgia, Nevada, Nuevo México, Pensilvania y Wisconsin.
Inicialmente, Giuliani, en una serie de audiencias en diciembre de 2020, instó públicamente a los legisladores de Míchigan a otorgar los votos electorales del estado a Trump, pero no tuvo éxito. Las listas electorales de Trump se convocaron de todos modos, con la justificación de que serían listas alternativas que se utilizarían en caso de que Texas contra Pensilvania se fallara a favor de Trump. Sin embargo, ese caso fue desestimado el 11 de diciembre de 2020, tres días antes de que se produjera la votación electoral, un hecho que Giuliani y Kenneth Chesebro ocultaron a la mayoría de los acusados.

### Creación de documentos electorales falsos
La presidenta del Partido Republicano de Míchigan, Laura Cox, dijo que, según un abogado anónimo de la campaña de Trump, el plan inicial era que los electores se escondieran durante la noche en el Capitolio del Estado de Míchigan, pero se opuso a ese plan. En cambio, los acusados se reunieron en el sótano de la sede estatal del Partido Republicano el 14 de diciembre de 2020. Dos miembros de la lista electoral republicana nominada, uno de los cuales era la ex secretaria de Estado de Míchigan, Terri Lynn Land, no asistieron y fueron reemplazados. Según uno de los acusados, también estuvo presente un asistente de campaña de Trump.
El nivel de participación de los participantes en el plan varió. La falsa electora Meshawn Maddock y su esposo, el representante estatal Matt Maddock, tenían vínculos de larga data con Trump y estaban en contacto directo con funcionarios de la campaña de Trump. Por otro lado, la falsa electora Michele Lundgren dijo a los periodistas que había recibido una llamada para participar el día anterior y pensó que el documento era una hoja de registro.
Presentaron y firmaron múltiples documentos afirmando falsamente que eran los electores debidamente elegidos y calificados en las elecciones presidenciales estadounidenses de 2020, y que habían emitido votos electorales para Donald Trump. A diferencia de otros estados, el certificado de verificación falso de Míchigan no contenía texto que especificara que debía usarse solo si la campaña de Trump prevalecía en el litigio y, en ese momento, todas las impugnaciones judiciales en Míchigan ya habían sido resueltas. Luego, los documentos fueron enviados al Senado de los Estados Unidos y a los Archivos Nacionales, así como a la Oficina del Registro Federal, a la Secretaria de Estado de Míchigan, Jocelyn Benson, y al Tribunal Federal de Distrito de los Estados Unidos para el Distrito Oeste de Míchigan.
Más tarde ese día, cuatro acusados intentaron ingresar al Capitolio del Estado de Míchigan con el Representante Estatal Daire Rendon, pareciendo presentar el certificado falsificado para ingresar al edificio y afirmando ser verdaderos electores, pero fueron rechazados por la Policía Estatal de Míchigan debido a las restricciones por la pandemia de COVID-19 que impiden la entrada a cualquier persona sin asuntos oficiales.

### Eventos subsecuentes
En marzo de 2021, el grupo de vigilancia American Oversight publicó copias de documentos falsos de varios estados, incluido Míchigan, obtenidos de los Archivos Nacionales mediante una solicitud de libertad de información. Sin embargo, los documentos se pasaron por alto en gran medida hasta que Politico informó la historia en enero de 2022.
La fiscal general de Míchigan, Dana Nessel, inició una investigación en 2021. En enero de 2022, confirmó públicamente la investigación estatal, pero la cerró a favor de pedir al Departamento de Justicia federal que abriera una investigación penal, citando cuestiones jurisdiccionales. Sin embargo, Nessel anunció en enero de 2023 que reabriría la investigación estatal debido a la percepción de inacción por parte de la investigación federal sobre el asunto.
Dos de los acusados, Kathy Berden y Mayra Rodríguez, junto con un abogado que intentó entregar los certificados de verificación fraudulentos, fueron citados por el Comité Selecto de la Cámara de Representantes de Estados Unidos por el Ataque del 6 de enero en junio de 2022. Ambos testificaron ante el comité, pero evitaron en gran medida responder a las preguntas albergándose a la Quinta Enmienda.
En enero de 2023, tres de los electores legales de Míchigan presentaron una demanda civil contra los falsos electores en el Tribunal de Circuito del Condado de Kent.

## Actas
La fiscal general de Míchigan, Dana Nessel, presentó los cargos el 18 de julio de 2023. Todos los acusados fueron acusados de los siguientes ocho delitos graves:
- Falsificación (dos cargos) y conspiración para cometer falsificación (un cargo)
- Falsificación de la ley electoral (dos cargos) y conspiración para cometer falsificación de la ley electoral (un cargo)
- Pronunciar y publicar (un cargo) y conspiración para cometer pronunciar y publicar (un cargo)

En los casos en que existan dos cargos, se trata de dos documentos relativos a las elecciones presidenciales y vicepresidenciales.

### Demandados
Los 16 acusados fueron acusados:
- Kent Vanderwood (alcalde de Wyoming )
- Stanley Grot (secretario del municipio de Shelby )
- Amy Facchinello (miembro de la junta directiva de Grand Blanc Community Schools )
- Kathy Berden (delegada del Comité Nacional Republicano de Míchigan)
- Meshawn Maddock (más tarde copresidente del Partido Republicano de Míchigan )
- Marian Sheridan (vicepresidenta de base del Partido Republicano de Míchigan)
- Mari-Ann Henry (tesorera del Comité Republicano del 7.º distrito congresional )
- Rose Rook (miembro del comité ejecutivo de los republicanos del condado de Van Buren )
- William (Hank) Choate
- Clifford Frost
- John Haggard
- Timothy King
- Michele Lundgren
- James Renner
- Mayra Rodríguez
- Ken Thompson

La lectura de cargos se llevó a cabo en el Tribunal de Distrito 54-A del condado de Ingham. Los 16 acusados habían sido procesados el 10 de agosto de 2023 y todos se declararon inocentes. Se requieren audiencias de causa probable antes de que los casos se transfieran al Tribunal del 30.º Circuito Judicial para su juicio. Se programaron varias audiencias preliminares para fechas que van desde septiembre de 2023 hasta enero de 2024.
El 19 de octubre, la Fiscalía General anunció que retiraría los cargos contra James Renner a cambio de un acuerdo de cooperación.